# Effected
Effected è il secondo album del rapper statunitense Cozz, pubblicato nel 2018 da Dreamville, Interscope, Universal e Tha Committee Records. Il prodotto non ottiene seguito commerciale, nonostante le recensioni positive raccolte. Ospiti dell'album i rapper Curren$y, Kendrick Lamar e J. Cole.
| Recensione | Giudizio |
| ---------- | -------- |
| Pitchfork  | [ 2 ]    |
| HipHopDX   | [ 2 ]    |
| XXL        | [ 2 ]    |
| Exclaim    | [ 2 ]    |

## Tracce
1. Questions – 2:25 – Soul Professa
2. Hustla's Story (featuring Kendrick Lamar) – 4:28 – Hollywood JB, Meez, (prod. agg.), Louie Ji (prod. agg.)
3. Ignorant Confidence – 2:51 – Meez, Louie Ji
4. Demons N Distractions – 5:11 – Meez, Cardiak, Beat Butcha (prod. agg.), Winslow (prod. agg.), Uncle Dave (prod. agg.)
5. Freaky 45 – 4:40 – Elite, Winslow (prod. agg.), Anthony Ware (prod. agg.), Ron Gilmore (prod. agg.)
6. Proof – 2:42 – D-Low Beats
7. Badu (featuring Currensy) – 3:39 – Meez, Enimal
8. Bout It (featuring Garren) – 3:43 – Meez
9. VanNess – 2:35 – Tae Beast, Meez (prod. agg.)
10. Effected – 4:31 – Meez
11. My Love – 2:56 – Meez, DJ Wes (prod. agg.), Mike Almighty (prod. agg.)
12. That's the Thing – 3:16 – Meez, Winslow (prod. agg.)
13. Zendaya (featuring J. Cole) – 4:18 – J. Cole, Winslow (prod. agg.)
14. Not a Minute More – 3:28 – Meez, Uncle Dave (prod. agg.), Louie Ji (prod. agg.), Mike Almighty (prod. agg.), Chef Mitchell (prod. agg.)

## Classifiche
| Classifica (2018)     | Posizione massima |
| --------------------- | ----------------- |
| US Heatseekers Albums | 18                |